# Immagini di cristallo
Immagini di cristallo (水晶幻想?, Suishō gensō) è una raccolta di racconti di Yasunari Kawabata, in origine pubblicati separatamente tra il 1926 e il 1932, creata per il mercato italiano nel 1991.

## Racconti
1. Locanda termale (温泉宿?, Onsen yado, 1929)
2. Ritorno da Izu (伊豆の帰り?, Izu no kaeri, 1926)
3. La sposa sacrificale (犠牲の花嫁?, Gisei no hanayome, 1926)
4. Immagini di cristallo (水晶幻想?, Suishō gensō, 1931)
5. Maschera mortuaria (死面?, Shimen, 1932)

## Edizioni
- Yasunari Kawabata, Immagini di cristallo, a cura di Lydia Origlia, Einaudi, 2007, ISBN 978-88-06-18882-5.